# Coupe de France 2000/01
Het seizoen 2000/2001 was het 84e seizoen van de Coupe de France in het voetbal. Het toernooi werd georganiseerd door de Franse voetbalbond.
Dit seizoen namen er 6375 clubs deel. De competitie ging in de zomer van 2000 van start en eindigde op 26 mei 2001 met de finale in het Stade de France in Saint-Denis. De finale werd gespeeld tussen RC Strasbourg (voor de zesde keer finalist) en de derde divisionist Amiens SC (voor de eerste keer finalist). RC Strasbourg veroverde voor de derde keer de beker door Amiens SC met 2-1 te verslaan.
Als bekerwinnaar nam RC Strasbourg in het seizoen 2001/02 deel in de UEFA Cup.

## Uitslagen

### 1/32 finale
De 18 clubs van de Division 1 kwamen in deze ronde voor het eerst in actie. De wedstrijden werden op 19, 20 en 21 januari gespeeld.
 * = thuis; ** zeven wedstrijden werden op neutraal terrein gespeeld.
| Winnaar                  | Uitslag       | Verliezer                  |
| ------------------------ | ------------- | -------------------------- |
| RC Strasbourg            | 2-1           | AS Nancy *                 |
| Amiens SC                | 2-0           | ES Lambres-lès-Douai **    |
| FC Nantes                | 9-0           | Pacy VEF *                 |
| Troyes AC                | 2-2 ns (5-3)  | RC Lens *                  |
| Olympique Lyon *         | 3-2           | SM Caen                    |
| Stade Reims              | 1-1 ns (4-1)  | FC Chalon *                |
| AJ Auxerre *             | 1-0           | Lille OSC                  |
| Grenoble Foot 38         | 2-2 ns (4-2)  | FC Libourne-Saint-Seurin * |
| ASOA Valence *           | 1-0           | AS Monaco                  |
| Le Mans UC *             | 1-0           | AC Ajaccio                 |
| FA Carcassonne-Villalbe  | 2-0           | Gallia Club Lunel *        |
| ES Wasquehal             | 2-0           | Marcq-en-Barœul **         |
| Fontenay Vendée Football | 2-1           | US Concarneau *            |
| SC Bastia                | 3-0           | Annonay *                  |
| Vannes OC                | 1-0           | FC Bayeux *                |
| LB Châteauroux *         | 0-0 ns (10-9) | Toulouse FC                |

| Winnaar                      | Uitslag      | Verliezer               |
| ---------------------------- | ------------ | ----------------------- |
| Clermont Foot *              | 2-2 ns (5-4) | FC Sochaux              |
| Stade Rennes *               | 2-1          | EA Guingamp             |
| Girondins Bordeaux           | 5-0          | Stade Issoire **        |
| FC Sens                      | 2-1          | UES Montmorillon *      |
| AS Saint-Étienne             | 3-2 nv       | Gazélec FCO Ajaccio *   |
| Angers SCO                   | 1-0          | Stade Laval *           |
| Paris Saint-Germain          | 2-0 nv       | Thouars Foot 79 **      |
| US Saint-Omer *              | 1-0          | AS Cherbourg Football   |
| US Boulogne                  | 4-0          | CSO Amnéville *         |
| La Roche Vendée Football     | 0-0 ns (6-5) | SO Cholet *             |
| FC Sète *                    | 2-1          | AS Cannes               |
| SC Levallois *               | 2-1          | Vandoeuvre              |
| CS Sedan                     | 3-1          | Calais RUFC **          |
| FC Metz *                    | 2-1          | FC Dieppe *             |
| US Saint-Georges-Les Ancizes | 1-0          | FC Montceau-Bourgogne * |
| Olympique Marseille          | 4-0          | ES Thaon **             |

### 1/16 finale
De wedstrijden werden op 9, 10 en 11 februari gespeeld.
 * = thuis; ** Fontenay-Sedan in Niort, Sens-Troyes in Auxerre. 
| Winnaar          | Uitslag      | Verliezer             |
| ---------------- | ------------ | --------------------- |
| RC Strasbourg    | 1-0          | Clermont Foot *       |
| Amiens SC *      | 3-1          | Stade Rennes          |
| FC Nantes        | 1-0          | Girondins Bordeaux *  |
| Troyes AC        | 3-1          | FC Sens **            |
| Olympique Lyon * | 1-1 ns (4-3) | AS Saint-Étienne      |
| Stade Reims      | 0-0 ns (9-8) | Angers SCO *          |
| AJ Auxerre       | 4-0          | Paris Saint-Germain * |
| Grenoble Foot 38 | 2-0 nv       | US Saint-Omer *       |

| Winnaar                     | Uitslag | Verliezer                    |
| --------------------------- | ------- | ---------------------------- |
| ASOA Valence *              | 3-2 nv  | US Boulogne                  |
| Le Mans UC                  | 3-1 nv  | La Roche Vendée Football *   |
| FA Carcassonne-Villalbe *   | 2-1     | FC Sète                      |
| ES Wasquehal                | 1-0     | SC Levallois *               |
| Fontenay Vendée Football ** | 1-0     | CS Sedan                     |
| SC Bastia *                 | 4-1     | FC Metz                      |
| Vannes OC *                 | 1-0     | US Saint-Georges-Les Ancizes |
| LB Châteauroux *            | 1-0     | Olympique Marseille          |

### 1/8 finale
De wedstrijden werden op 9 en 10 maart gespeeld.
 * = thuis; ** Fontenay-Lyon in Niort. 
| Winnaar       | Uitslag      | Verliezer                 |
| ------------- | ------------ | ------------------------- |
| RC Strasbourg | 2-0          | ASOA Valence *            |
| Amiens SC *   | 0-0 ns (4-2) | Le Mans UC                |
| FC Nantes     | 3-0          | FA Carcassonne-Villalbe * |
| Troyes AC *   | 1-0          | ES Wasquehal              |

| Winnaar          | Uitslag      | Verliezer                   |
| ---------------- | ------------ | --------------------------- |
| Olympique Lyon   | 2-2 ns (5-4) | Fontenay Vendée Football ** |
| Stade Reims *    | 1-0          | SC Bastia                   |
| AJ Auxerre       | 2-1          | Vannes OC *                 |
| Grenoble Foot 38 | 2-0          | LB Châteauroux *            |

### Kwartfinale
De wedstrijden werden op 30 en 31 maart en 1 april gespeeld.
 * = thuis 
| Winnaar         | Uitslag | Verliezer          |
| --------------- | ------- | ------------------ |
| RC Strasbourg * | 3-0     | Olympique Lyon     |
| Amiens SC *     | 1-0     | Stade Reims        |
| FC Nantes *     | 4-1 nv  | AJ Auxerre         |
| Troyes AC       | 4-2 nv  | Grenoble Foot 38 * |

### Halve finale
De wedstrijden werden op 20 (Strasbourg-Nantes) en 21 april (Amiens-Troyes) gespeeld.
 * = thuis 
| Winnaar       | Uitslag      | Verliezer   |
| ------------- | ------------ | ----------- |
| RC Strasbourg | 4-1          | FC Nantes * |
| Amiens SC *   | 0-0 ns (4-2) | Troyes AC   |

### Finale
| 26 mei 2001 – Stade de France, Saint-Denis 78.641 toeschouwers Scheidsrechter: Laurent Duhamel                                                                                    |                     | |
| RC Strasbourg | 0 – 0               | Amiens SC |
| | goals               | |
| Teddy Bertin Jacques Rémy Péguy Luyindula Valérien Ismaël José Luis Chilavert | strafschoppen 5 – 4 | Peter Sampil Emerick Darbelet Xavier Chalier Jean-Paul Abalo Laurent Strzelczak |
| Yvon Pouliquen | Trainer-coach       | Denis Troch |
| José Luis Chilavert Pierre Njanka Yannick Fischer Valérien Ismaël Teddy Bertin Pascal Johansen Gharib Amzine 46' Péguy Luyindula Pascal Camadini 108' Corentin Martins Habib Beye | opstellingen        | Julien Lachuer Ludovic Leroy Oscar Ewolo Yaovi Abalo Laurent Strzelczak Emerick Darbelet Emmanuel Duchemin Arnadu Lebrun Peter Sampil 104' Claude-Arnaud Rivenet 80' Emmanuel Coquelet |
| Jacques Rémy 46' Daniel Ljuboja 108' | wissels             | 80' Xavier Chalier 104' Lakdar Adjali |
| Gharib Amzine 49' Pierre Njanka 101' Jacques Rémy 104' | gele kaarten        | 33' Arnadu Lebrun 40' Laurent Strzelczak 52' Yaovi Abalo 116' Emerick Darbelet |